# Sydney Chapman (1888-1970)
Pour les articles homonymes, voir Sydney Chapman et Chapman.
Sydney Chapman (29 janvier 1888-16 juin 1970) est un astronome et géophysicien britannique. Pendant sa vie professionnelle il se spécialise en astronomie et en mathématiques. Bien qu'il fût sujet à la dépression, il fut très productif et ses travaux sur la théorie cinétique des gaz, la physique solaire et la couche d'ozone ont inspiré un large éventail de recherches au cours de nombreuses décennies.

## Biographie

### Études
Il naît le 29 janvier 1888 à Eccles dans la région métropolitaine de Manchester. Il étudia à l'école primaire de la ville puis au Green Lane higher grade school, une école très progressiste. Un ami de la famille lui suggéra d'aller ensuite au Royal Technical Institute, une école donnant une formation technique de deux ans à l'époque et qui a servi de début pour l'université de Salford.
À cette école, il prit goût aux sciences et mathématiques et fut encouragé à continuer ses études. En 1904, à 16 ans, il candidata donc pour une bourse d'études et fut admis à l'université de Manchester,. Étudiant d'abord en génie au département dirigé par Osborne Reynolds, il prend les cours de mathématiques d'Horace Lamb et, lors de sa dernière année régulière, de J. E. Littlewood fraîchement diplômé de Cambridge. Bien qu'il ait obtenu son diplôme d'ingénieur, Chapman poursuivit une autre année son intérêt pour les mathématiques à l'université et à la suggestion de Lamb, demanda une bourse pour aller étudier au Trinity College de l'université Cambridge.
Entrant en 1908 à Cambridge, il fut l'élève de professeurs renommés dont Joseph Larmor qui l'encouragea à tourner son attention vers l'application des mathématiques à des problèmes de la physique comme celui de la cinétique des gaz. À Noël de sa troisième année à Cambridge, il reçut la visite de Frank Dyson, astronome, qui lui offrit de joindre l'Observatoire royal de Greenwich.

### Carrière
Le travail à Greenwich l'orienta vers l'astronomie et le géomagnétisme, en plus de la dynamique des gaz. Il quitta l'observatoire en 1914 et retourna au Trinity College comme conférencier et chercheur. En 1917, il fut ainsi l'auteur, avec David Enskog de la méthode de Chapman-Enskog pour la résolution de l'équation de Boltzmann.
Ayant développé une forte idéologie pacifiste, Chapman s'objecta à travailler pour la recherche gouvernementale au début de la Première Guerre mondiale et put même éviter la conscription obligatoire décrétée en 1916. Chapman demanda quand même de joindre le service des ambulances en France vers la fin du conflit mais fut rejeté.
En 1919, on lui offrit de remplacer à l'université de Manchester son mentor Horace Lamb, poste qu'il occupa jusqu'en 1924. Il devint ensuite professeur principal de mathématiques de l'Imperial College de Londres et se força d'unifier le département qui était alors divisé en plusieurs orientations. En 1930, il proposa le mécanisme photochimique de la formation de la couche d'ozone. En 1931, il proposa, avec Vincenzo Ferraro, une première théorie de la formation de la magnétosphère terrestre.
Pendant la Seconde Guerre mondiale, il fut conseiller scientifique adjoint auprès du Conseil de l'armée.
En 1946, Chapman fut élu à la chaire Sedleian de philosophie naturelle à Oxford et nommé membre du Queen's College. En 1953, à sa retraite d'Oxford, Chapman saisit des opportunités de recherche et d'enseignement partout dans le monde, notamment à l'université d'Alaska et à l'université du Colorado, mais aussi à Istanbul, au Caire, à Prague et à Tokyo.
Il devint ainsi directeur scientifique consultatif de l'Institut de géophysique de l'université de l'Alaska à Fairbanks de 1951 à 1970, y passant trois mois par an, généralement en hiver, pour effectuer des recherches sur les aurores boréales. Il passa une bonne partie du reste de l’année à l’observatoire de haute altitude à Boulder, dans le Colorado,. Il est décédé le 15 juin 1970 à ce dernier endroit d'une crise cardiaque.

## Reconnaissance
Chapman a reçu de nombreux honneurs au cours de sa carrière, notamment :
- le prix Smith en 1913 de la Royal Society, dont il est élu Fellow en 1919[1]
- président invité du Congrès international des mathématiciens en 1924[6]
- prix Adams de l'université de Cambridge et le St John's College en 1928 ;
- conférencier Baker de la Royal Society en 1931[3] ;
- Médaille royale de la Royal Society en 1934[3] ;
- médaille De Morgan de la London Mathematical Society en 1944[3] ;
- médaille d'or de la Royal Astronomical Society en 1949 ;
- Fellow de la Royal Society of Edinburgh en 1953[3] ;
- médaille William-Bowie de l'Union américaine de géophysique en 1962[7] ;
- médaille Copley de la Royal Society en 1964[3] ;
- médaille d'or Symons de la Royal Meteorological Society en 1965 ;
- élu dans les académies nationales des sciences des États-Unis, de Norvège, de Suède et de Finlande ;
- président de la London Mathematical Society de 1929 à 1931[3] ;
- Président de la Royal Meteorological Society de 1932 à 1933[8].

Le cratère lunaire Chapman est nommé en son honneur, de même que le Sydney Chapman Building sur le campus de l'université de l'Alaska à Fairbanks. Ce bâtiment a servi de premier domicile permanent à l'Institut de géophysique de l'université et comprend à présent le département d'informatique et le département de mathématiques et statistiques L'Union américaine de géophysique organise des conférences de Chapman, de petites réunions thématiques destinées à favoriser la recherche innovante dans des domaines clés. La Royal Astronomical Society a créé la médaille Chapman en son honneur.